# Cristina Roccati

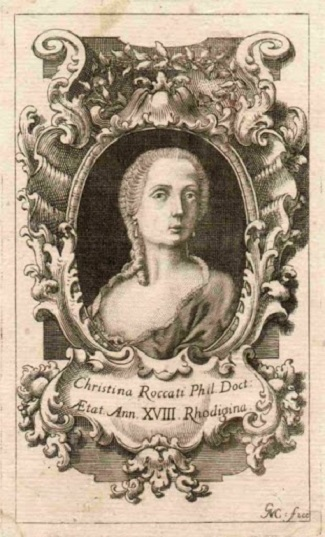
Cristina Roccati

Cristina Roccati (* 24. Oktober 1732 in Rovigo; † 16. März 1797 ebenda) war eine italienische Physikerin und Dichterin, die 1751 an der Universität Bologna promoviert wurde. Dies war erst das dritte Mal, dass eine italienische Universität einer Frau einen akademischen Grad verlieh.

## Leben
Sie wurde als Tochter von Giovan Battista und Antonia Campo geboren, die beide aus aristokratischen Familien der venezianischen Stadt Rovigo stammten.
Sie besuchte die Schule von Pietro Bertaglia Arquà, dem späteren Rektor des Priesterseminars von Rovigo, wo sie klassische Sprachen erlernte und anfing, Gedichte zu schreiben. 1747, im Alter von fünfzehn Jahren, wurde sie zu einem öffentlichen Gedichtvortrag der Accademia dei Concordi in Rovigo zugelassen.
Am 25. September 1747 zog sie mit dem Einverständnis ihres Vaters und in Begleitung ihrer Tante Anna und ihres Lehrers Bertaglia nach Bologna, wo sie als erste ausländische Studentin zum Studium bei den Artisten aufgenommen wurde. Sie studierte bis 1751 Literatur, Logik bei Bonifacio Collina, Metaphysik, Moral, Geometrie bei Giovanni Angelo Brunelli, Meteorologie und Astronomie, konzentrierte sich aber vor allem auf Physik und Naturwissenschaften. Dazu bekam sie Unterricht in Französisch und Griechisch.
Sie dichtete weiter und die in verschiedenen Kreisen kursierenden Werke brachten ihr einen gewissen Ruf ein. Im April 1749 erhielt sie den Rang und Ehrentitel einer Consigliatrice dello Stato veneto. Sie wurde Mitglied in mehreren wissenschaftlichen Akademien: 1749 in der Accademia dei Concordi in Rovigo; im folgenden Jahr in der Accademia Apatisti in Florenz und in die Accademia letteraria in Pistoia. Sie trat in die Accademia dell’Arcadia mit dem Namen „Aganice Aretusiana“ ein. 1753 wurde sie in die Accademia degli Ardenti in Bologna und in die Accademia dei Ricoverati in Padua aufgenommen und 1754 schließlich in die Accademia degli Agiati in Rovereto.
Nach mehreren öffentlichen Verteidigungen ihrer Thesen für die Promotion wurde ihr am 5. Mai 1751 in Anwesenheit des Kollegiums der Ärzte und unter anderem der Physikerin Laura Bassi der Doktortitel mit voller Punktzahl verliehen. In einem Brief vom 6. Mai 1751 an Ludovico Campo, den Sekretär der Accademia dei Concordi, beschrieb Girolamo Andrea Silvestri  die Zeremonie: „Sie [Roccati] hat sich tapfer geschlagen und es verdient, dass ihr niemand die Ehre versagt, die ihr zuteil wurde. Im Gegenteil, sie waren erstaunt über ihren Mut und ihre Offenheit.“
1751 kehrte sie erst nach Rovigo zurück und studierte dann an der Universität Padua mit den Schwerpunkten Newtonsche Physik, Griechisch und Hebräisch, während sie gleichzeitig ihre literarischen Interessen weiter pflegte und neue Verse verfasste.  Im selben Jahr wurde das örtliche Istituto delle scienze in die Accademia dei Concordi eingegliedert, eine Einrichtung, die die traditionelle gelehrte und literarische Kultur der Akademie mit wissenschaftlichen Studien verband, um die für den Fortschritt nützlichsten Disziplinen zu verbreiten und sich dabei besonders an das junge Publikum zu wenden.
Auf der Akademie-Sitzung vom 27. Juli wurde Roccati mit einer öffentlichen Vorlesungsreihe über Physik betraut, die von November bis Juli an zwei Tagen in der Woche stattfinden sollte, und die sie bis 1777 durchgängig betreute. Aus den über zwanzig Jahren sind 51 noch unveröffentlichte Physikvorlesungen im Archiv der Accademia dei Concordi erhalten, allerdings nicht chronologisch geordnet und nur zum Teil datiert und betitelt. Die Lektüre dieser Vorlesungen, die sich an ein heterogenes Publikum richteten, zeugt von einer tiefgreifenden Auseinandersetzung mit Newtons Werk und der wissenschaftlichen Literatur der damaligen Zeit. Sie lehnte eindeutig den Aristotelismus klar ab und entschied sich für den Kopernikanismus und die galileische Wissenschaft. Als Quellen benutzte sie Vorlesungen von Willem Jacob ’s Gravesande und Pieter van Musschenbroek sowie die Publikationen der renommierten Akademien der europäischen Hauptstädte.
Der Physikkurs behandelt nicht alle Teile des Fachs gleichermaßen: Eine Physik der Flüssigkeiten fehlt völlig und die Infinitesimal- und Wahrscheinlichkeitsrechnung werden nicht behandelt. Mehr behandelt werden naturwissenschaftliche, chemische und geodätische Kenntnisse. Zeitgemäß gibt keine praktischen Beispiele, keinen Bezug zu alltäglichen Erfahrungen und keinen Hinweis auf Diskussionen anlässlich des Vortrags. „Das Gesamtbild ist das eines zwanzig Jahre dauernden Monologs, eines einheitlichen Diskurses – fast a priori entworfen.“
Im Mai 1752 kehrte Roccati endgültig nach Rovigo zurück, vielleicht aufgrund eines Finanzskandals des Vaters, der fliehen musste und die Familie damit in eine schwierige gesellschaftliche und wirtschaftliche Lage brachte. Der Vater kehrte im April 1754 nach Rovigo zurück, wo er jedoch im selben Jahr verstarb. Roccati, die allein mit ihrer Mutter und ihren Geschwistern Alessandro und Marianna zurückblieb, musste sich um familiäre Angelegenheiten kümmern. Sie begann, öffentliche Anlässe zu meiden, hörte aber nicht auf, zu studieren und zu schreiben und gab in der Accademia dei Concordi, die sie 1754 zur Principessa gewählt hatte, mit Ausnahme einer Pause zwischen 1769 und 1774 weiterhin Physikunterricht.
1769 starb Roccatis Bruder Alessandro und ließ seine Frau Angela Tonietti mit vier Töchtern im Kindesalter zurück. 1779 verzichteten die Schwestern Cristina und Marianna Roccati auf ihren Besitz zugunsten ihrer Nichten.
1777 gab Roccati das öffentliche Lehren auf, nahm aber bis zu ihrem Tod 1797 an außerordentlichen Sitzungen der Akademie teil. Sie wurde in der Familiengruft in der Kirche San Francesco in Rovigo beigesetzt.